# Облачный край II. Сельхозрок
«Облачный край II. Сельхозрок» — второй номерной студийный альбом рок-группы «Облачный край». Записан весной 1982 года в ДК завода «Красная кузница» в Архангельске.
Альбом является концептуальным и целиком посвящён «сельскохозяйственной», пасторальной тематике, представленной в ироничном ключе.

## Об альбоме
Работа над «Сельхозроком» началась сразу после выхода дебютного альбома «Тайны леса». В отличие от дебютника, представлявшего собой подборку разрозненных композиций, второй альбом был выполнен с единым «деревенским уклоном». Помимо Сергея Богаева, Олега Рауткина и Николая Лысковского, в записи принял участие Владимир Будник, музыкант архангельской группы «Святая Луиза».
Голос Будника звучит в композиции «Сажай корнеплоды, выращивай лук!», написанной Богаевым по следам хэппенинга, устроенного как раз Будником. Однажды Будник и его товарищ оделись в вывернутые наизнанку тулупы и попытались совершить покупку в магазине, но были задержаны милицией. Это был первый, но не последний инцидент с участием архангельских рок-музыкантов и представителей власти. Впоследствии у группы совершенно неожиданно возникли проблемы с городскими властями из-за другой композиции альбома — «Песни молодого агронома». По словам Богаева, вызвавшего его на беседу сотрудника КГБ возмутила строчка «дыхание земли всецело ощущаю я пятками босыми»: мол, неужели у нас настолько нищая страна, что народ вынужден ходить босиком?.
Запись проходила в течение весны 1982 года в ДК завода «Красная кузница». Работы завершились в мае. Первоначально альбом распространялся без обложки. Впоследствии у альбома появилось оформление, созданное архангелогородцем Алексеем Булыгиным, художником и музыкантом из группы «Аутодафе». В дальнейшем Булыгин станет оформителем ещё нескольких альбомов группы.
Как и «Тайны леса», «Сельхозрок» получил распространение за пределами родного города благодаря знакомству «Облачного края» с музыкантами группы «Аквариум», состоявшемуся в том же 1982 году после концерта ленинградцев в Архангельске. В вышедшей ещё в советские годы статье «Московского комсомольца», посвящённой «Облачному краю», лирика альбома сравнивается с ранним творчеством Н. В. Гоголя. По мнению обозревателя андеграундного рок-журнала «Свистопляс», так могли бы звучать Uriah Heep, если бы они ориентировались не на традиции оперетты, а на панк-театр.
В 1999 году два российских лейбла осуществили официальное издание альбома: «Отделение „Выход“» — на кассетах, «АнТроп» — на компакт-дисках. В 2009 году увидело свет переиздание в рамках проекта «ДПНР», анонсированное как впервые изданная полная версия альбома.

## Список композиций
Автор всех композиций — Сергей Богаев. Трек-лист переиздания содержит больше позиций, поскольку некоторые композиции разбиты на две части.
| 1. Поехали (инструментал) (3:28) 2. Сажай корнеплоды, выращивай лук! (9:46) 3. Ночь. Хуторок в степи (3:28) 4. Где живёт Дудырин? (6:09) 5. Гляжу на звёзды с сеновала (инструментал) (3:11) 6. Сегодня веселье у божьих коровок (3:04) 7. Песня молодого агронома (9:05) 8. Война с саранчой (инструментал) (3:41) | 1. Интро 2. Поехали 3. Сажай корнеплоды, выращивай лук! (часть I) 4. Сажай корнеплоды, выращивай лук! (часть II) 5. Ночь. Хуторок в степи 6. Где живёт Дудырин? (часть I) 7. Где живёт Дудырин? (часть II) 8. Гляжу на звёзды с сеновала 9. Сегодня веселье у божьих коровок 10. Песня молодого агронома (часть I) 11. Песня молодого агронома (часть II) 12. Война с саранчой |

## Участники записи
Номера треков приведены по изданиям 1999 года:
- Сергей Богаев — вокал (3, 7), гитара, бас
- Олег Рауткин — вокал, ударные
- Николай Лысковский — клавишные
- Владимир Будник — вокал (2)